# 冥王星-古柏帶特快車
冥王星-古柏帶特快車（Pluto Kuiper Express，簡稱 PKE 或 PLUTOKE）是美國國家航空暨太空總署噴氣推進實驗室（JPL）的科學家和工程師提出的星際探測任務，目標是研究冥王星和其衛星，以及一個或多個其他的古柏帶天體。這是繼冥王星350（Pluto 350，由於任務耗資過多而取消）與第二代水手號計劃（Mariner Mark II，也就是後來卡西尼－惠更斯號的前身）後，第三個以探測冥王星為主要任務的計畫。
這項任務提出時，正值美國積極向外太陽系探索的時期（如航海家1號和2號），進而催生出數個探索冥王星等外太陽系天體的計劃。而冥王星-古柏帶特快車就是其一，這項任務自提出以來經歷不少更動，一開始任務目標僅限於冥王星和其衛星，但在任務規劃期間，第一顆古柏帶天體的發現使古柏帶引起不少科學家的高度關注，因此任務目標也隨之擴大至其他數個古柏帶天體。然而，由於計劃後期的預估經費遠遠超過原先所認為的金額，終於在2000年，美國航太總署決定取消這項計畫，由後來的新視野號任務接棒。

## 任務歷史
這個計畫原本被稱為「冥王星飛掠探測任務」（Pluto Fast Flyby，PFF），由噴氣推進實驗室於1992年提出；任務分為兩個各重140至150公斤的中小型探測器，預定最快在1998年發射，並花七至八年的時間抵達冥王星。據說這項任務的總花費不到四億美元，因此受到時任美國航太總署局長丹尼爾·戈爾丁的大力支持。
「冥王星飛掠探測任務」後來在1995年演變為「冥王星特快車」（Pluto Express），預算定在三億美元左右，和一開始的任務一樣也是分為兩具探測器，但其開發階段漫長，耗費將近十年的時間。期間美國航太總署曾考慮使用俄羅斯的質子運載火箭發射探測器，並且搭載被稱為「Drop Zond」的俄國探測器，分析冥王星大氣的組成成分。另一方面，普朗克研究院有意資助美國於俄羅斯發射的費用（當時約為三億美元），希望冥王星-古柏帶特快車能順道搭載德國的探測器，在經過木星時（木星的重力使經過的探測器能產生重力助推的效果，能以更快的速度前往冥王星，後來新視野號的航行就使用了這個方法）讓德國探測器離開飛往木衛一。
任務的取消之後，大部分冥王星-古柏帶特快車團隊投入新視野號計畫，其任務與冥王星-古柏帶特快車相似。新視野號於2006年1月成功發射，於2015年7月成功飛掠冥王星系統。

## 外部連結
- New Horizons: NASA's Pluto–Kuiper Belt Mission （页面存档备份，存于）, The Johns Hopkins University Applied Physics Laboratory
- Pluto Kuiper Express, NASA-National Space Science Data Center